# Bulbothrix pustulata
Bulbothrix pustulata är en lavart som först beskrevs av Hale, och fick sitt nu gällande namn av Hale. Bulbothrix pustulata ingår i släktet Bulbothrix och familjen Parmeliaceae.   Inga underarter finns listade i Catalogue of Life.